# Zuider Reitdiepspolder

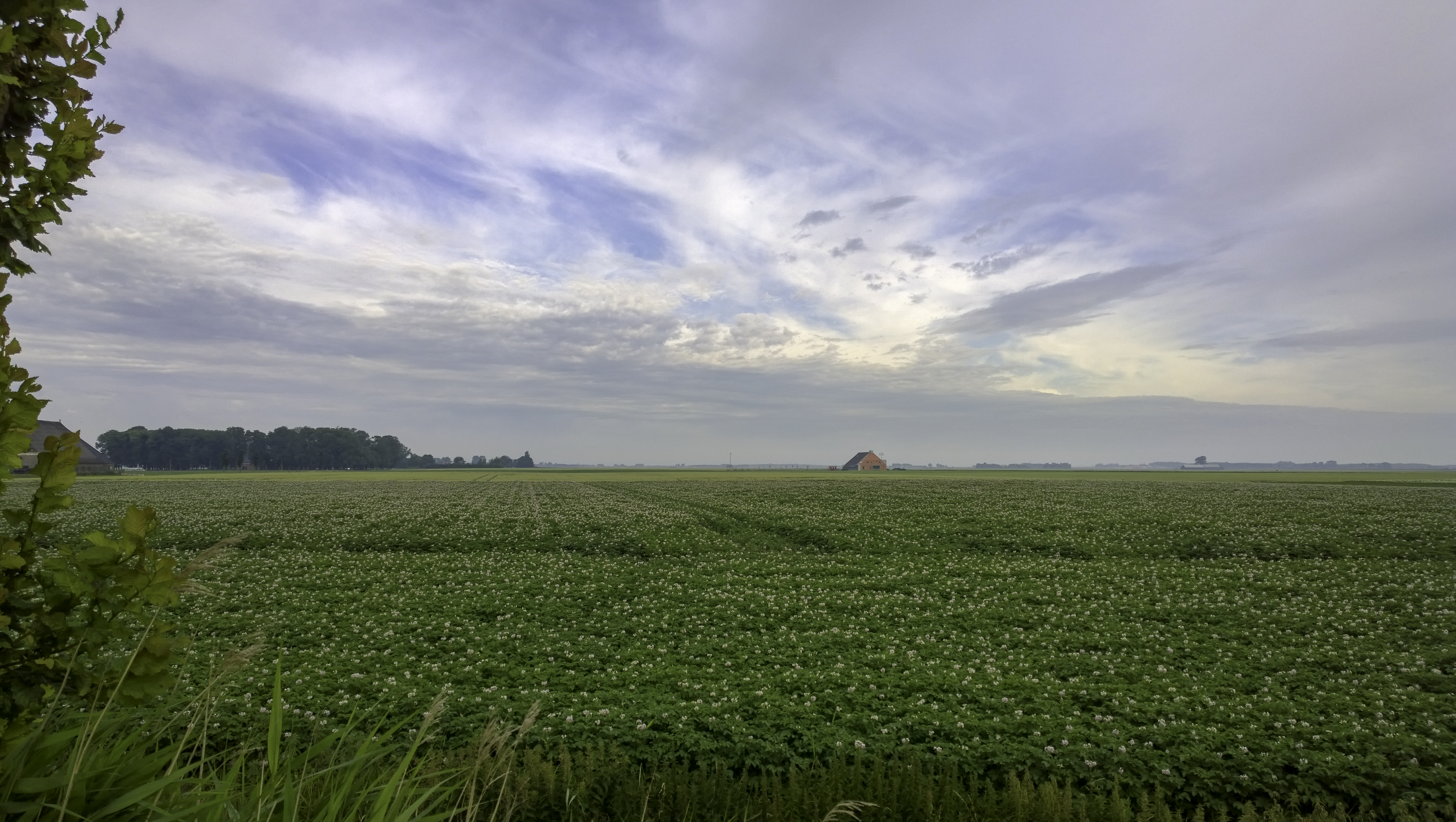
Gezicht over de Zuider Reitdiepspolder vanaf de weg naar Electra met op de achtergrond boerderij Ruigewind en linksachter de beide Teenstraheerden van Ruigezand

De Zuider Reitdiepspolder is een bemalen gebied in de Nederlandse provincie Groningen, tussen het gemaal De Waterwolf en Zoutkamp ten zuiden van het Reitdiep.
Voor de aanleg van de dijk van Zoutkamp naar Nittershoek in 1876 lag dit gebied buitendijks en was het de kwelder voor de Ruigezandsterpolder. Na het verdwijnen van het getij waren geen voorzieningen nodig. De voormalige kwelder was hoog genoeg en kon vrij afwateren.
Dit werd echter anders na de bouw van het gemaal De Waterwolf in 1920. Tussen het gemaal en Zoutkamp was een bergboezem nodig. Om te voorkomen dat het water over het land zou stromen, werd aan ten westen van het gemaal een dijk aangelegd langs beide zijden van het Reitdiep. De gronden werden daardoor afgesloten. Om de waterafvoer te garanderen werden een gemaal gesticht. De nieuwe polder werd Zuider Reitdiepspolder genoemd, naar analogie van de aan de overzijde gelegen voormalige waterschap Noorder Reitdiepspolder.
Het waterschap Electra beheerde het gemaal, tezamen met De Waterwolf en een gemaal aan de noordzijde. Waterstaatkundig gezien ligt het gebied tegenwoordig binnen dat van het waterschap Noorderzijlvest.